# Oreocharis nemoralis
Oreocharis nemoralis är en tvåhjärtbladig växtart som beskrevs av Woon Young Chun. Oreocharis nemoralis ingår i släktet Oreocharis och familjen Gesneriaceae.

## Underarter
Arten delas in i följande underarter:
- O. n. lanata
- O. n. nemoralis